# Potentilla spoliata
Potentilla spoliata är en rosväxtart som beskrevs av Soják. Potentilla spoliata ingår i Fingerörtssläktet som ingår i familjen rosväxter. Inga underarter finns listade i Catalogue of Life.